# Ellbach (Bad Tölz)
Ellbach ist ein Kirchdorf und Stadtteil von Bad Tölz, Gemarkung Kirchbichl, im oberbayerischen Landkreis Bad Tölz-Wolfratshausen. 

## Lage
Das Pfarrdorf liegt circa eineinhalb Kilometer nördlich von Bad Tölz und ist über die Staatsstraße 2368 zu erreichen. 

## Gemeindezugehörigkeit
Vor der Gemeindegebietsreform war Ellbach ein Gemeindeteil der Gemeinde Kirchbichl und wurde nach deren Auflösung am 1. Mai 1978 nach Bad Tölz eingegliedert.

## Einwohner
1871 hatte das Pfarrdorf 145 Einwohner, bei der Volkszählung 1987 wurden 419 Personen registriert.

## Baudenkmäler
- Katholische Filialkirche St. Martin

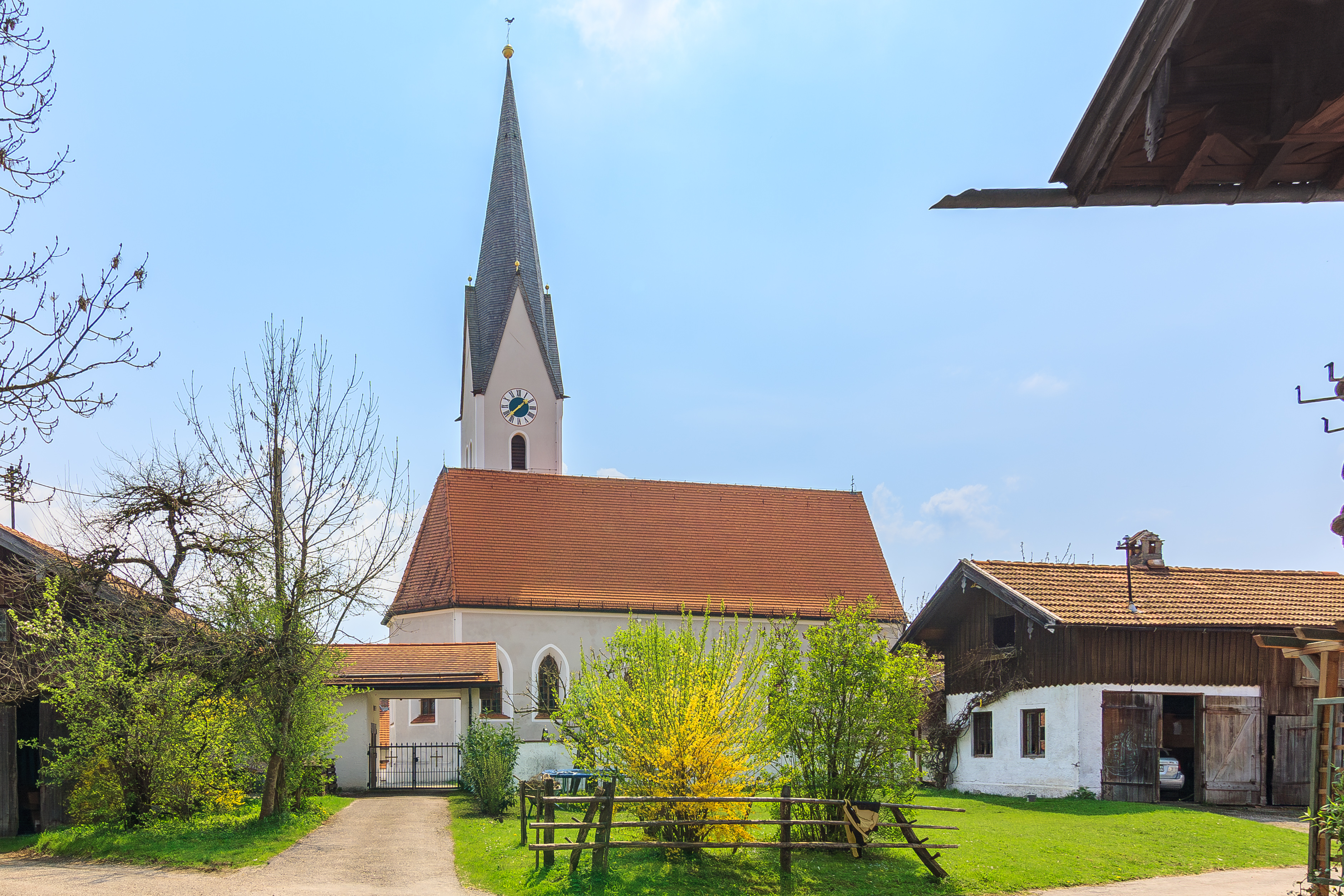
St. Martin (Ellbach)

## Siehe auch

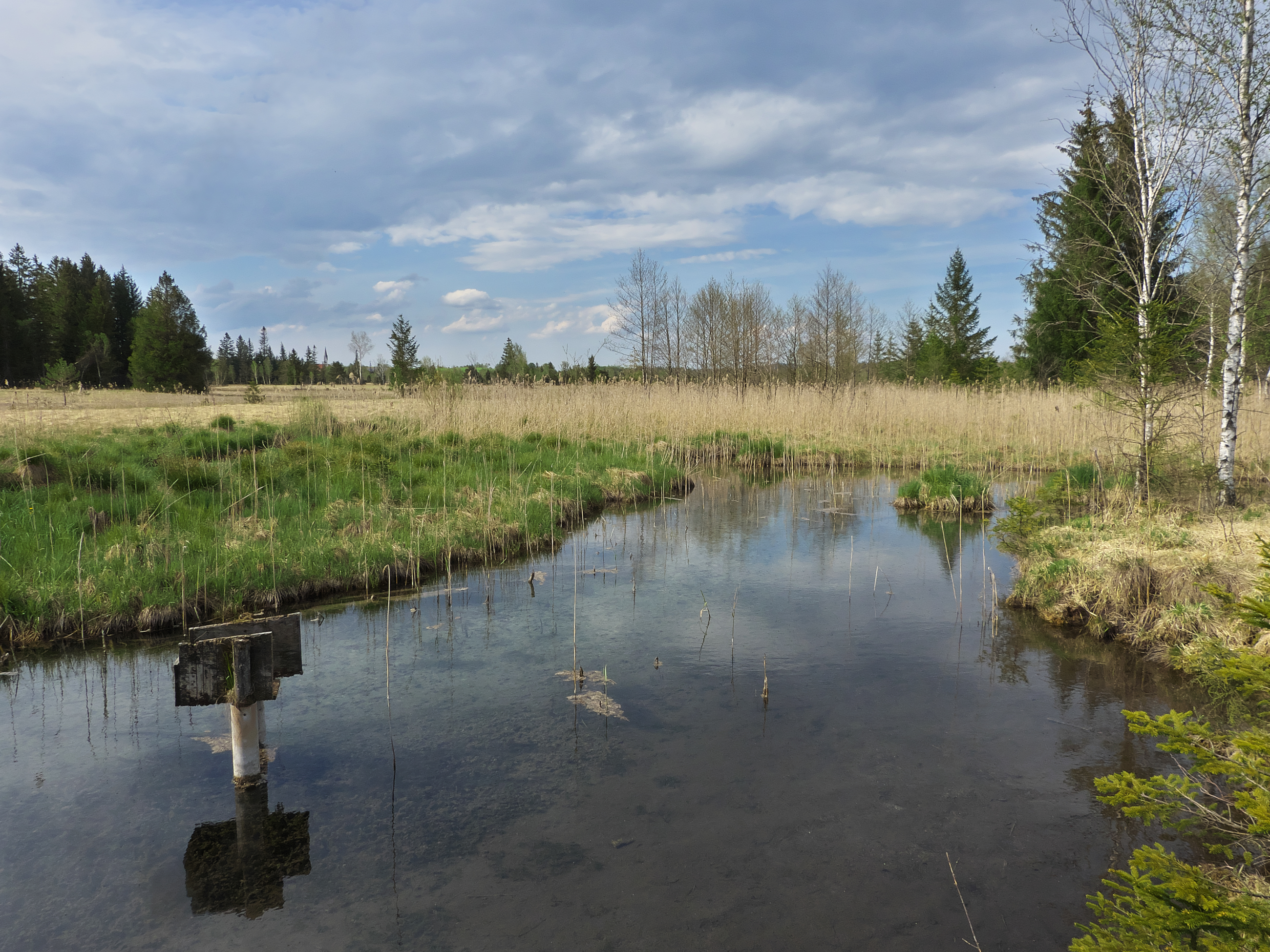
Ellbach- und Kirchseemoor